# Glaucina pearsalli
Glaucina pearsalli är en fjärilsart som beskrevs av Grossbeck 1912. Glaucina pearsalli ingår i släktet Glaucina och familjen mätare. Inga underarter finns listade i Catalogue of Life.